# Montoro Inferiore
Montoro Inferiore là một đô thị (comune) thuộc tỉnh Avenllino trong vùng Campania của Ý. Montoro Inferiore có diện tích 19 km2, dân số là 10.380 người (thời điểm ngày 1/5/2009).
Montoro Inferiore giáp với Bracigliano (SA), Contrada, Fisciano (SA), Forino, Mercato San Severino (SA) và Montoro Superiore.
Đô thị này có 8 giáo khu (frazioni): Borgo, Figlioli, Misciano, Piano (thủ phủ đô thị, đôi khi được gọi là Montoro), Piazza di Pandola, Preturo, San Bartolomeo và San Felice.